# Kabadüz
Kabadüz là một huyện thuộc tỉnh Ordu, Thổ Nhĩ Kỳ. Huyện có diện tích 352 km² và dân số thời điểm năm 2007 là 6511 người, mật độ 18 người/km².